# Kiribatische Fußballauswahl
Die kiribatische Fußballauswahl ist die „Fußballnationalmannschaft“ des pazifischen Inselstaates Kiribati.
Kiribati ist kein Mitglied des Weltfußballverbandes FIFA und nur ein assoziiertes Mitglied des Regionalverbandes OFC. Daher kann die Auswahl sich auch nicht für Fußball-Weltmeisterschaften oder die Ozeanienmeisterschaft qualifizieren.
In seiner bisherigen Geschichte hat Kiribati erst elf Länderspiele absolviert, wovon zehn verloren wurden. Alle Spiele fanden bei den Pazifikspielen statt.

## Teilnahmen an Fußball-Weltmeisterschaften
- 1930 bis 2022 – nicht teilgenommen

## Teilnahmen an Fußball-Ozeanienmeisterschaften
- 1973 bis 2024 – nicht teilgenommen

## Teilnahmen an den Südpazifik- und Pazifikspielen
Kiribati nahm nur an drei Austragungen teil und konnte bisher nie die Vorrunde überstehen.
- 1963 bis 1975 – nicht teilgenommen
- 1979 – Vorrunde (vertreten durch  Flying Tigers Club)
- 1983 bis 1995 – nicht teilgenommen
- 2003 – Vorrunde
- 2007 – nicht teilgenommen
- 2011 – Vorrunde
- 2015 bis 2023 – nicht teilgenommen